# Namangã
Namangã (em usbeque: Namangan) é uma cidade capital da província de Namangã, no Usbequistão. Possui 66 quilômetros quadrados e em 2020 tinha 626 120 habitantes.